# Queenslandmakrill
Queenslandmakrill (Scomberomorus queenslandicus) är en fiskart som beskrevs av Munro, 1943. Queenslandmakrill ingår i släktet Scomberomorus och familjen makrillfiskar. IUCN kategoriserar arten globalt som livskraftig. Inga underarter finns listade i Catalogue of Life.